# Parlamentsvalet i Storbritannien 1951
Parlamentsvalet i Storbritannien hölls den 25 oktober 1951, bara 20 månader efter det senaste valet. Labourpartiet hade i valet 1950 vunnit en liten majoritet och försökte öka sin majoritet med ett extraval, men det Konservativa partiet lyckades vinna, delvis på grund av att Liberalerna bara ställde upp med 109 kandidater jämfört med 478 i valet 1950. Konservativa partiet vann majoriteten i Brittiska underhuset trots att fler väljare röstade på Labour. Valet skedde som brukligt i form av majoritetsval i enmansvalkretsar.
Resultatet betydde att Winston Churchill återkom som premiärminister. Det blev början på en 13-årig regeringstid för det Konservativa partiet. Valet var också det sista valet under George VI.